# Liste der Kulturdenkmäler in Lemberg (Pfalz)
In der Liste der Kulturdenkmäler in Lemberg sind alle Kulturdenkmäler der rheinland-pfälzischen Ortsgemeinde Lemberg einschließlich der Ortsteile Glashütte, Langmühle, Salzwoog, Stephanshof und Rodalberhof aufgeführt. Im Ortsteil Kettrichhof sind keine Kulturdenkmäler ausgewiesen. Grundlage ist die Denkmalliste des Landes Rheinland-Pfalz (Stand: 31. August 2023).

## Denkmalzonen
| Bezeichnung                        | Lage                                                   | Baujahr | Beschreibung | Bild                           |
| ---------------------------------- | ------------------------------------------------------ | ------- | --- | ------------------------------ |
| Denkmalzone Burgruine Lemberg      | Lemberg, nordöstlich des Ortes auf dem Schloßberg Lage | um 1200 | um 1200 erbaut, seit 1698 Ruine; Mauerstück der Oberen Burg, Reste der Ringmauer und eines runden Torturms sowie tonnengewölbter Keller der Unteren Burg; vier Felskammern (zwei davon römisch?); Brunnenstollen | weitere Bilder Fotos hochladen |
| Denkmalzone Burgruine Ruppertstein | Lemberg, nordöstlich des Ortes auf dem Hummelberg Lage |         | Vorburg zur Burg Lemberg, 12. oder 13. Jahrhundert, Mauerreste und Zisterne erhalten | weitere Bilder Fotos hochladen |

## Einzeldenkmäler
| Bezeichnung         | Lage                                                   | Baujahr                            | Beschreibung | Bild                           |
| ------------------- | ------------------------------------------------------ | ---------------------------------- | --- | ------------------------------ |
| Evangelische Kirche | Lemberg, Bergstraße 11 Lage                            | 1843–45                            | dreiachsiger Saalbau, 1843–45 | weitere Bilder Fotos hochladen |
| Kriegerdenkmal      | Lemberg, Bergstraße, hinter Nr. 18 Lage                |                                    | Kriegerdenkmal 1914/18 | Fotos hochladen                |
| Quereinhaus         | Lemberg, Hauptstraße 6 Lage                            | 18. Jahrhundert                    | Fachwerk-Quereinhaus, teilweise massiv und holzschindelverkleidet, wohl aus dem 18. Jahrhundert | weitere Bilder Fotos hochladen |
| Forsthaus           | Lemberg, Hauptstraße 26 Lage                           | Mitte des 19. Jahrhunderts         | ehemaliges Forsthaus; klassizistischer Putzbau, Mitte des 19. Jahrhunderts | weitere Bilder Fotos hochladen |
| Altenwoogsmühle     | Lemberg, Pirmasenser Straße 48 Lage                    | 1750                               | Mansardwalmdachbau von 1750, Umbau zum Gasthaus in den 1930er Jahren | Fotos hochladen                |
| Keimskreuz          | Lemberg, südwestlich des Ortes; Distrikt Salzdell Lage | 19. Jahrhundert                    | zum Gedenken an den im 19. Jahrhundert von Wilderern erschossenen Förster Keim errichtet | BW                             |
| Wohnhaus            | Glashütte, Heinrich-Weber-Straße 24 Lage               | 18. Jahrhundert                    | Fachwerkhaus, teilweise massiv, 18. Jahrhundert (1732?) | BW                             |
| Wohnhaus            | Langmühle, Mühlstraße 22 Lage                          | 1770                               | Krüppelwalmdachbau, bezeichnet 1770 | Fotos hochladen                |
| Forsthaus           | Langmühle, Salzbachstraße 18 Lage                      | 1920er Jahre                       | ehemaliges Forsthaus; Dreiseithof, Bruchsteinwohnhaus mit Wirtschaftsgebäuden, schlichter Heimatstil, 1920er Jahre | Fotos hochladen                |
| Triftanlage         | Langmühle, südöstlich des Ortes im Storrbachtal Lage   | 1835–38                            | Triftanlage, 1835–38; Kanal in Sandsteinquaderfassung mit zugehörigen Quellen und Brunnen, Klausen (Staubecken) mit Verschlusseinrichtungen, Brücken, Rumpel (Gefälleausgleich), Wässerungsschützger, Flößerpfad und Holzbollerplätzen | BW                             |
| Wohnhaus            | Rodalberhof, Rodalberhof 8 Lage                        | zweite Hälfte des 18. Jahrhunderts | Krüppelwalmdachbau, zweite Hälfte des 18. Jahrhunderts | Fotos hochladen                |
| Sägemühle           | Salzwoog, Lemberger Straße 9/11 Lage                   | 1729                               | ehemalige Sägemühle; stattlicher Krüppelwalmdachbau, Zierfachwerk, bezeichnet 1729 | BW                             |
| Glockenturm         | Salzwoog, Lemberger Straße, gegenüber Nr. 9/11 Lage    | 19. Jahrhundert                    | Glockenturm, zweigeschossig, 19. Jahrhundert | BW                             |
| Stephanshof         | Stephanshof Lage                                       | 1771                               | Krüppelwalmdachbau, ehemals bezeichnet 1771; Gesamtanlage mit Nebengebäuden | Fotos hochladen                |